# NGC 4381
NGC 4381 је спирална галаксија у сазвежђу Ловачки пси која се налази на NGC листи објеката дубоког неба.
Деклинација објекта је + 48° 46' 48" а ректасцензија 12h 23m 59,1s. Привидна величина (магнитуда) објекта NGC 4381 износи 12,4 а фотографска магнитуда 13,2. NGC 4381 је још познат и под ознакама NGC 4357, UGC 7478, MCG 8-23-17, CGCG 244-10, KARA 528, PGC 40296.